# Жебеляну, Еуджен
Еуджен Жебеляну (рум. Eugen Jebeleanu; 24 апреля 1911, Кымпина — 21 августа 1991, Бухарест) — румынский поэт, публицист и переводчик, член-корреспондент Академии Социалистической Республики Румыния. Герой Труда Социалистической Республики Румыния (1971).

## Биография
Окончил лицей в Брашове. Изучал право в Бухарестском университете. Был журналистом тесно связанным с левой прессой. В 1930-е гг. писал статьи, призывавшие к дружбе с СССР.
После окончания Второй мировой войны активно поддерживал новую коммунистическую власть, способствовал развитию социалистического реализма в литературе Румынии. Со временем стал критичен к курсу Николае Чаушеску и был выведен из ЦК РКП на XIII съезде в 1984 году.
В 1970 году избран членом Академии Социалистической Республики Румыния, номинировался на Нобелевскую премию в области литературы.

## Творчество
Первые стихи опубликовал в 1928. Первый сборник «Schituri cu soare» («Солнечные монастыри», 1929) стал собранием стихов, опубликованных в газетах и журналах.
В 1934 выпустил сборник «Сердца под саблями»; в нём ощутимо влияние модернизма. Некоторым стихам Е. Жебеляну свойственны социальные мотивы. Они становятся преобладающими с победой в Румынии в 1945 народно-демократического строя. Большинство послевоенных стихов Жебеляну посвящены борьбе против фашизма, румынским революционным традициям.
Особенно интенсивно поэзия поэта стала развиваться с 1950-х годов; в его исполненных мобилизующей силы сборниках «Стихи борьбы и мира» (1950), «Улыбка Хиросимы» (1958), «Оратория освобождения» (1959), «Песни против смерти» (1963), «Ганнибал» (1972) сильны публицистические тенденции.
Занимался переводом поэзии с шести языков: венгерского (Петефи), турецкого, французского (Виктор Гюго), испанского (Пабло Неруда), идиша (Фроим Айзикович) и немецкого (Рильке)